# Sceleocantha pilosicollis
Sceleocantha pilosicollis là một loài bọ cánh cứng trong họ Cerambycidae.